# Kasteel Niedzica
Kasteel Niedzica is een kasteel in de Poolse plaats Niedzica, gemeente Łapsze Niżne. Het werd gebouwd in de periode 1320-1326 door Kokoš van Brezovica op een hoogte van 566 m aan de voet van het Pieniny-gebergte. Tegenwoordig ligt het kasteel aan een door de Dunajec gevoed stuwmeer, het Czorsztyn-meer. Men heeft goed zicht op het kasteel vanaf de ruïnes van kasteel Czorsztyn aan de andere zijde van dit meer.

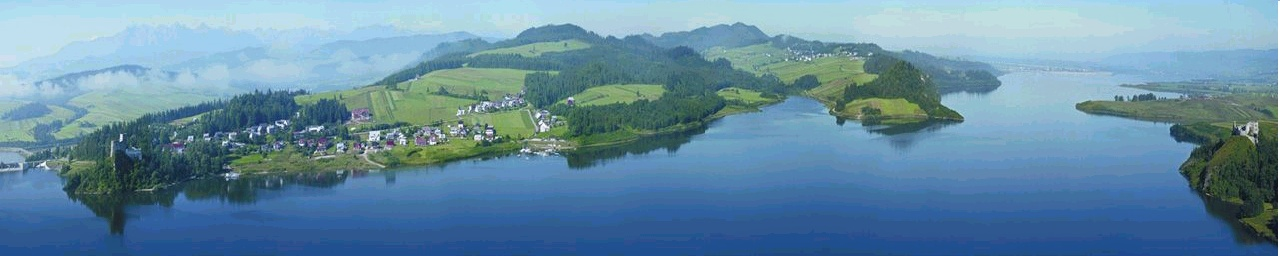
De twee kastelen aan het meer